# 피리 부는 목동
피리 부는 목동(중국어: 牧笛, Mu Di, 영어: The Cowboy's Flute)는 마스터 애니메이터 터웨이가 쓰고 상하이 애니메이션 영화 스튜디오에서 제작한 중국 애니메이션 단편 영화이다.

## 배경
이 애니메이션은 중국화의 영향을 받아 영어 대화가 포함되어 있지 않다. 플루트 선율을 강조한다.

## 구성
비범한 피리 연주 능력을 지닌 어린 소몰이 소년이 자신의 충실한 물소와 동행하는 이야기이다. 소년은 나무에 기대어 잠이 들었고, 곧 물소를 잃어버린다. 낙엽과 나비가 등장하고, 이어서 점차 안개가 자욱한 아름다운 골짜기로 들어가는 유쾌하고 기발한 꿈을 꾼다. 그러다가 물소는 자신을 숨겨 보이지 않게 되고 이 소몰이 청년은 물소를 찾고자 대나무 피리를 만들어 불어보는 다른 해결책을 강구해 본다.